# Теракт в аэропорту Кабула (2021)
Теракт в аэропорту Кабула — террористический акт, произведённый террористом-смертником «Исламского государства» 26 августа 2021 года в международном аэропорту Кабула в 17:50 по местному времени.

## Хронология происшествия
После падения Кабула 15 августа 2021 года и прихода талибов к власти в Афганистане Кабульский международный аэропорт стал единственным местом, с помощью которого можно покинуть страну. Это вызвало большую давку на территории аэропорта, в том числе на полосе.
26 августа министерство обороны Великобритании заявило о возможном теракте в аэропорту Кабула в ближайшие часы. Министр вооружённых сил Джеймс Хеппи заявил, что разведка дала понять — аэропорт ждёт атака.
Государственный департамент США приказал американцам покинуть аэропорт в связи с угрозой теракта.
Взрыв у восточного въезда в аэропорт устроил террорист-смертник, активировавший взрывное устройство в толпе. После прогремел второй взрыв — был подорван автомобиль возле отеля Baron Hotel.
Число взрывов различается в источниках. Агентство Reuters, ссылаясь на показания очевидцев, сообщает о шести взрывах вблизи аэропорта. Пентагон заявил, что в день теракта был совершён лишь один взрыв.
В день теракта возле посольства Туркмении в Кабуле были задержаны граждане Пакистана с самодельным взрывным устройством.

### Развитие событий
27 августа появились новые сообщения о стрельбе на территории аэропорта.
Министерство обороны США сообщило о ликвидации двух террористов-смертников, однако позже эта информация была опровергнута.
27 августа беспилотник ВВС США уничтожил штаб-квартиру террористического движения «Вилаят Хорасан» в провинции Нангархар.

Представитель «Талибана» сообщил о задержании нескольких человек в районе аэропорта Кабула, отметив, что подробности задержаний не разглашаются.

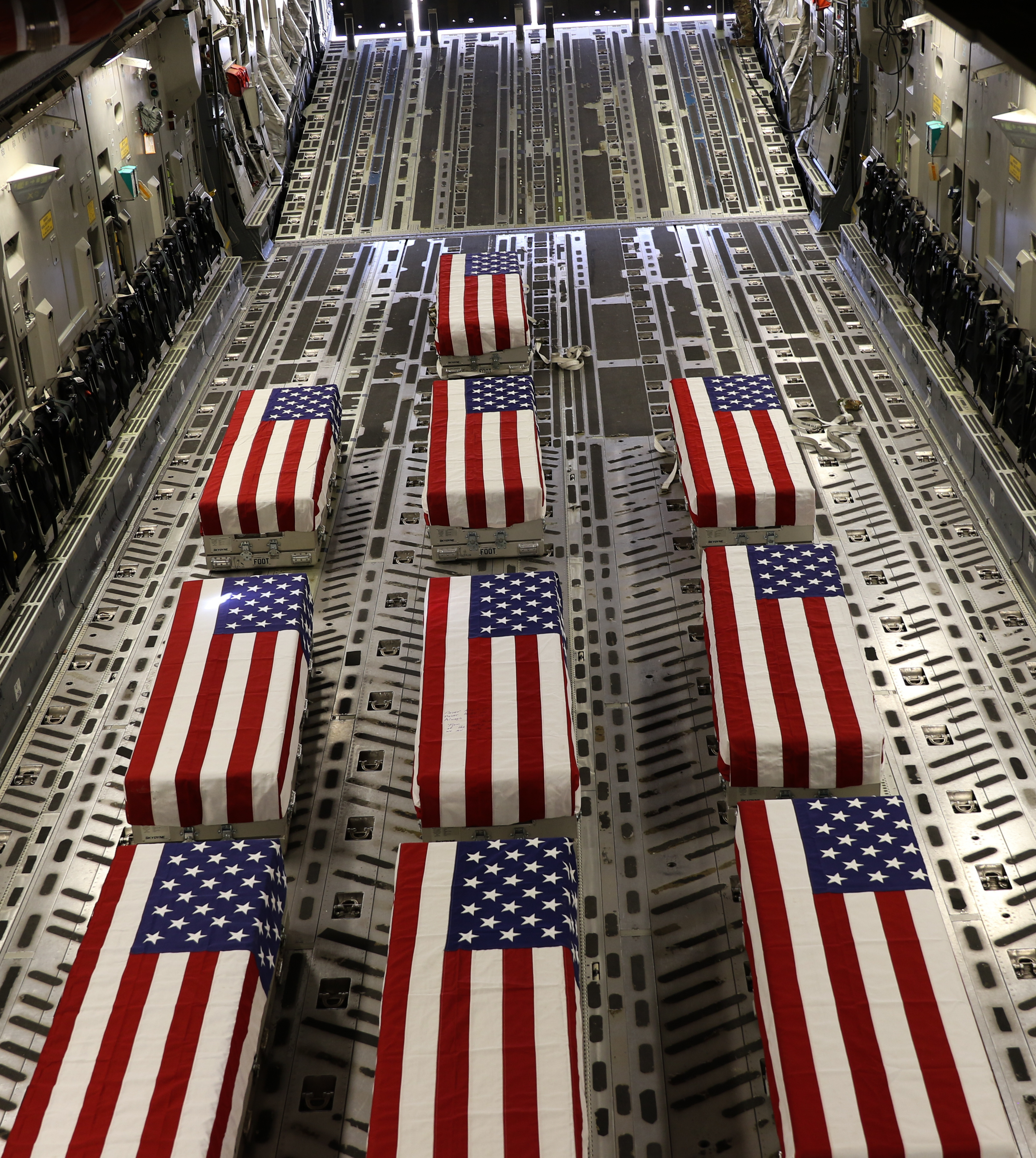
Тела погибших в теракте американских военных на борту военного самолёта США

28 августа президент США Джо Байден сообщил об угрозе нового теракта в районе аэропорта Кабула в течение ближайших 24—36 часов.
29 августа в районе аэропорта вновь произошёл взрыв. По предварительным данным, его причиной стал ракетный удар по жилому дому. В результате атаки погибли девять человек. Атаку спланировали вооружённые силы США. Целью атаки стал автомобиль с предполагаемыми террористом-смертником и несколькими другими боевиками «Исламского государства», которые, как предполагалось, намеревались устроить ещё одну атаку на кабульский аэропорт. Но позже американские военные признали, что была допущена трагическая ошибка и все погибшие при ракетном ударе 29 августа (включая 7 детей) были непричастными к терроризму мирными жителями.
30 августа «Исламское государство» нанесло шесть ракетных ударов по аэропорту Кабула, пять из которых удалось перехватить тактическими системами противоракетной обороны США типа C-RAM.

### Жертвы теракта
Число раненых официально составляет 210. По сообщению афганского министерства здравоохранения в результате теракта за медицинской помощью в больницы Кабула обратилось 1338 человек.
Общее число погибших составило 183 человека, включая террориста-смертника. Среди погибших было 13 военнослужащих США, 11 из которых были морскими пехотинцами (из состава 1-й морской дивизии), 1 служил санитаром военно-морского флота (база — Бахрейн), последний умерший от ран: штаб-сержант 82-й воздушно-десантной дивизии Райан Кнавс. Это — крупнейшая потеря американских военнослужащих за один день (с момента катастрофы вертолёта CH-47 в 2011 году).
Среди погибших также называют не менее 28 человек из движения «Талибан», двое убитых были местными журналистами.
По словам свидетелей, лишь малая часть жертв теракта пострадала непосредственно в результате взрыва, большинство людей получили огнестрельные ранения в ходе начавшейся после взрывов перестрелки. Предположительно, некоторые американские военнослужащие впали в панику и посчитав, что их атакуют талибы, открыли шквальный огонь по безоружной толпе афганцев.

## Ответственность

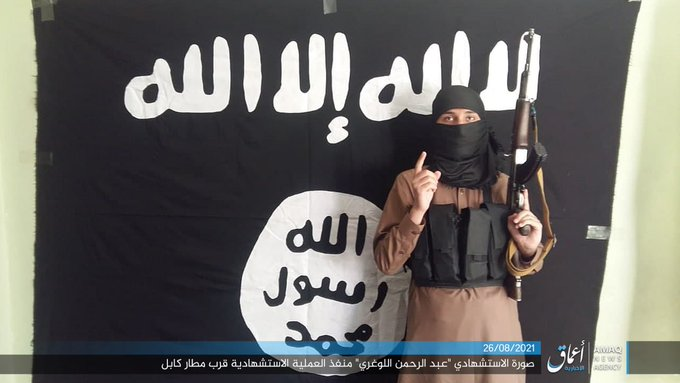
Террорист-смертник «Исламского государства», взорвавший себя

Газета Politico со ссылкой на источник в американской администрации сообщает, что ответственность за теракт несёт организация «Исламское государство».

Представителями «Исламского государства» было опубликовано следующее сообщение:
«С помощью Аллаха Всемогущего, брат мученика, да примет его Аллах Всемогущий, смог проникнуть через барьеры безопасности, установленные крестоносцами и отступниками вокруг аэропорта Кабула, где он был окружён большим скоплением американских войск, переводчиков и шпионов, сотрудничающих с ними в окрестностях, затем он взорвал свой пояс с взрывчаткой, в результате чего около 160 человек было убито и ранены, в том числе более 20 военнослужащих американских войск»
Террористом-смертником, осуществившим теракт, стал 28-летний Абдул-Рахман Логари, помогавший организации в проведении атак с 2019 года.
Также представители организации отметили, что при падении Кабула талибами были освобождены заключённые из тюрем, среди них были представители ИГ.
5 марта 2025 года стало известно, что в Пакистане в провинции Белуджистан рядом с границей с Афганистаном пакистанскими силами был задержан Мохаммад Шарифулла (также известный по кличке Джафар), член «Вилаят Хорасан». Через некоторое время его выдали США, где ему были предъявлены обвинения в причастности к взрыву в аэропорту Кабула 26 августа 2021 года. Как сообщается, Шарифулла с 2019 года был в тюрьме. Примерно за две недели до взрыва с ним вступил в контакт другой член «Вилаят Хорасан» и предложил помочь в подготовке к теракту. Их обоих выпустили из тюрьмы. Шарифулле дали мотоцикл, деньги на приобретение мобильного телефона, сим-карты и инструкцию, как поддерживать связь через социальные сети. Подготовкой террориста-смертника занялся Абдул Рахман аль Логари, который также сидел в тюрьме, но был освобожден, когда власть в Афганистане стране переходила к «Талибану», а Шарифулла информировал террориста-смертника о том, какой путь в аэропорт безопасен.

## Международная реакция

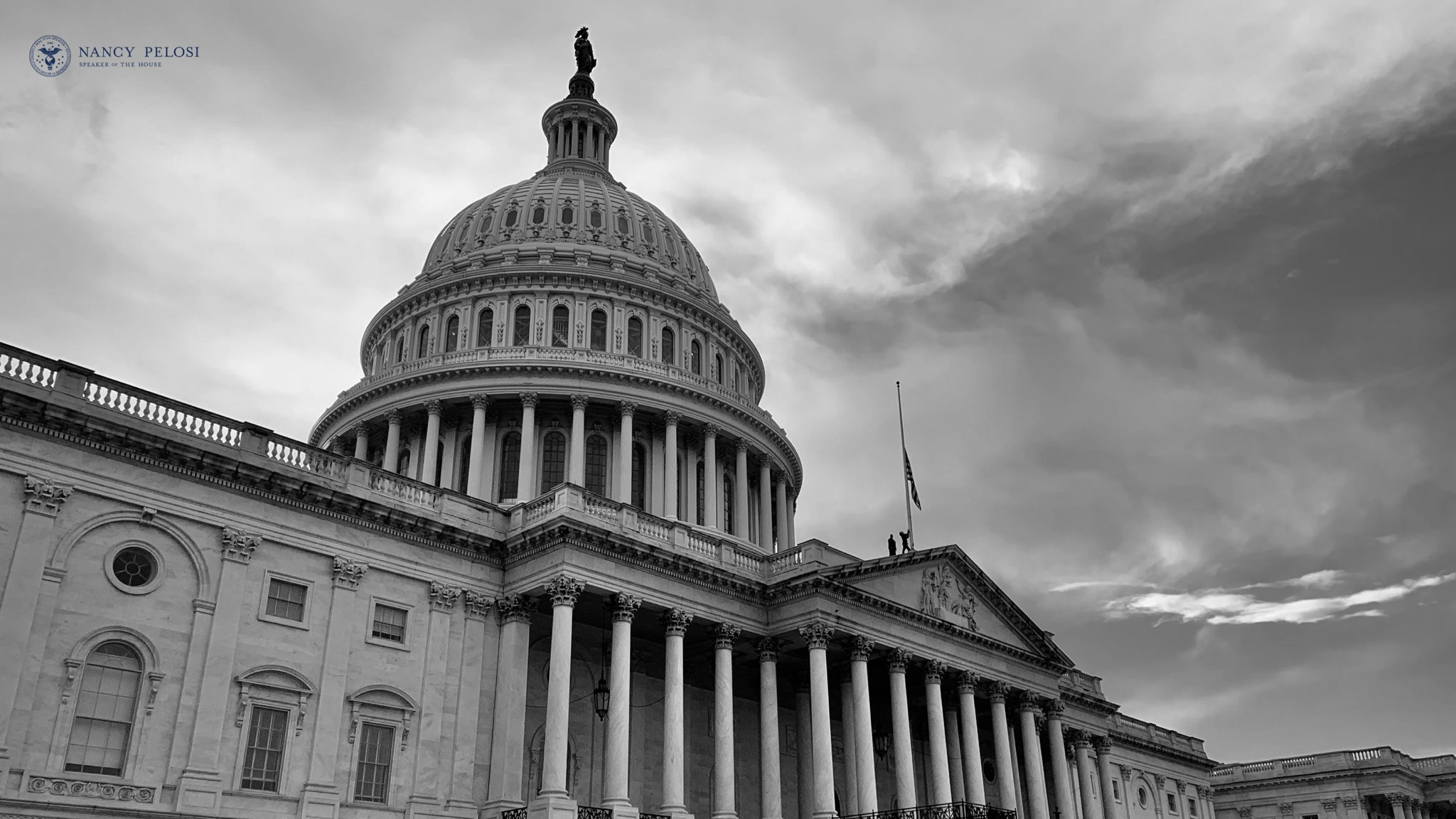
Флаг США в Капитолии был приспущен из-за теракта

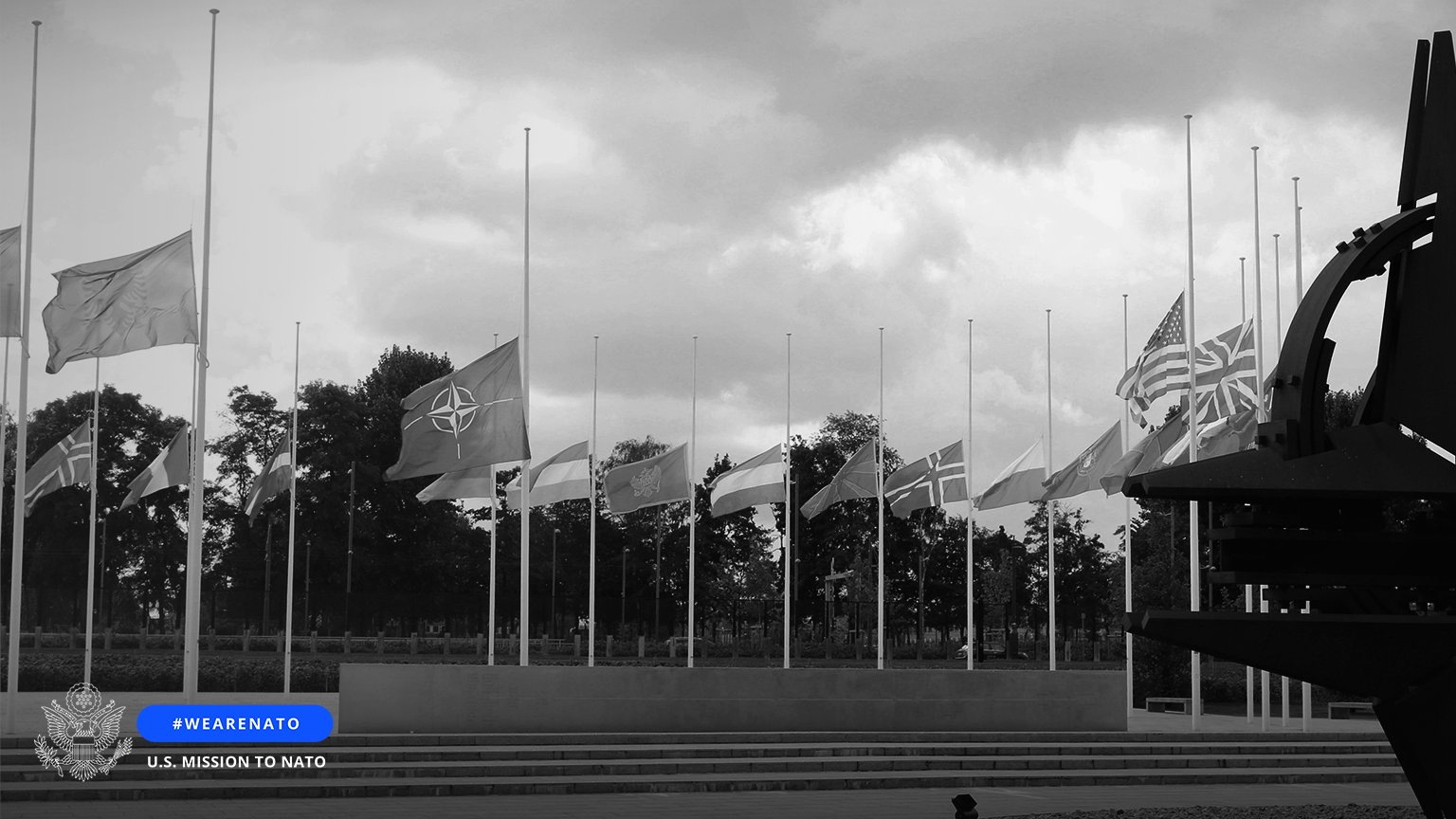
Флаги стран-участниц НАТО были приспущены из-за теракта

Премьер-министр Великобритании Борис Джонсон созвал заседание чрезвычайного правительственного комитета. Выразил соболезнования семьям погибших и объявил о продолжении эвакуации из Афганистана.
 Глава Европейского совета Шарль Мишель выразил соболезнования пострадавшим и близким погибших в результате теракта.
 Глава министерства иностранных дел Латвии Эдгар Ринкевич назвал теракт «ужасным событием».
 Президент США Джо Байден отложил переговоры с премьер-министром Израиля Нафтали Беннетом из-за теракта. Байден также почтил память погибших американских военных, назвав их героями, и поручил Пентагону разработать план ответного удара по боевикам, совершившим теракт. В знак скорби по погибшим американцам на всей территории США будут спущены государственные флаги. Американские военные провели операцию по устранению одного из организаторов атак «Исламского государства» с помощью беспилотника.
 Террористическая организация «Исламское государство» взяла ответственность за теракт.
 Представитель террористического движения «Талибан» осудил теракт в своём Twitter.
 Глава Национальной коалиции Афганистана Абдулла Абдулла осудил нападение.
 Президент Франции Эммануэль Макрон выразил соболезнования близким погибших и осудил теракт.
 Премьер-министр Канады Джастин Трюдо осудил теракт, выразил соболезнования семьям погибших и подтвердил приверженность Канады обеспечению жилья афганским беженцам.
 Министр иностранных дел Дании Йеппе Кофод выразил соболезнования семьям погибших и почтил память погибших военнослужащих США.
 Президент Украины Владимир Зеленский выразил соболезнования американским и афганским семьям погибших и сообщил о том, что «страны должны совместно работать над эвакуацией тех, кто нуждается в помощи».
 Министерство иностранных дел Индии осудило теракт и призвало к совместной борьбе с терроризмом.
 Министр иностранных дел Израиля Яир Лапид заявил о том, что он «шокирован и опечален» произошедшем. Также он призвал США к сотрудничеству в борьбе с терроризмом.
 Министр иностранных дел Норвегии Ине Мари Эриксен Сёрейде осудила нападение.
 Канцлер Германии Ангела Меркель отменила свою поездку в Израиль, чтобы следить за ходом эвакуации.
 Министр иностранных дел Турции Мевлют Чавушоглу осудил нападение.
 Министр иностранных дел Финляндии Пекка Хаависто выразил соболезнования семьям погибших и пострадавшим, а также осудил теракт.
 Президент Польши Анджей Дуда заявил о том, что он осуждает теракт.
 Генеральный секретарь ООН Антониу Гутерриш осудил теракт, заявив о нестабильности ситуации в Афганистане и продолжении оказания помощи афганскому народу. Совет Безопасности ООН опубликовал заявление с осуждением теракта и призывом наказать причастных.
 Премьер-министр Австралии Скотт Моррисон выразил соболезнования семьям погибших и осудил теракт.
 Посол России в США Анатолий Антонов выразил соболезнования семьям погибших и призвал объединить усилия в борьбе с терроризмом. Дмитрий Песков выразил обеспокоенность ситуацией в Афганистане и осудил теракт. Министр иностранных дел России Сергей Лавров осудил теракт и выразил соболезнования семьям погибших.
 Премьер-министр Грузии Ираклий Гарибашвили принял решение об отправке гуманитарной помощи в Кабул.
 Министерство иностранных дел Узбекистана осудило теракт и выразило соболезнования семьям погибших.
 Президент Казахстана Касым-Жомарт Токаев выразил соболезнования Джо Байдену в связи с ранениями и гибелью американским военных в теракте.
 Министерство иностранных дел Индонезии осудило теракт.
 Папа Римский Франциск призвал христиан к молитве и посту во имя примирения в Афганистане и выразил соболезнования в связи с терактом.